# Себастьян Любомирський (пом. 1558)
Себастьян Любомирський гербу Шренява (нар. поч. XVI ст. — пом. 18 квітня 1558) — польський шляхтич з роду Любомирських, урядник двірський і земський Речі Посполитої.

## Життєпис
Себастьян Любомирський народився на початку XVI століття, був третім сином Фелікса Любомирського і Беати Явецької Чорної.
Вперше згадується у документах 1526 року — тоді він займав посаду державного нотаріуса у краківського чиновника Якуба Ерцішевського. 1533 року разом із братами придбав Сулув.
Перед 1539 роком він став королівським придворним. Очевидно, певний час був із братом Вавринцем в Угорщині, при дворі королеви Ізабелли Ягеллонки. Від 1544 року Себастьян перебував при дворі Сигізмунда II Августа. Займав різні двірські та земські уряди: підстолія коронного (1550-1558), стольника надвірного коронного (1551), старости сяноцького (1553-1558), стольника краківського (1557-1558).
Себастьян Любомирський був найбагатшим представником свого роду в середині XVI століття. 1550 року отримав 100 гривень із жуп Велицьких. 1551 року отримав від короля 140 флоринів на рік із жуп Бохенських. Від чоловіка сестри Анни, Павла Мрука, Себастьяну перейшли маєтки Сецеховиці, частини сіл Недомиці та Ґлюв.
Завдяки вищевказаним доходам, 1557 року він зміг заснувати приватне містечко Пшиленк. Як староста, він видавав локаційні документи на терені сяноцькому, наприклад для сіл Прелуки (23 січня 1557), Манів (1554).
Помер 18 квітня 1558 року, був похований у костелі Св. Архангела Михаїла в Сяноку (тепер не існує). На його могилі був створений ренесансний надгробок з лицарським рельєфом, який після перенесення знаходиться у правому приділі сучасного костелу Преображення Господнього цього міста. На цьому надгробку була наступна епітафія:
лат. 
"EPITAPHIUM. In tatum Generosi Domini Sebastioni Lubomirski de Lubomirz, Dapiferi Terrae Cracovien, Capitanei Sanocen: extincti, 18 Aprilis, Anno 1558.
Hic jacet immiti Lubomirski morte peremptus.

Armis copspicuus, Martia facta dicunt.

Cereus ac pietate gravis, sermone modestus,

Utilis et charus, gloria magna suis.

Quaeque fide in Christum fuerit, testantur amici.

Viventis quondam, candida facta probant.

Nomen inextinctum, meruit clarissima fama,

Cuius in hoc Tumulo membra locata cubant."
Себастьян Любомирський, імовірно, був безпотомним, адже всі маєтності одідичив його племінник — повний тезко Себастьян Любомирський (бл. 1546—1613).